# Haughton-le-Skerne
Haughton-le-Skerne – wieś w Anglii, w hrabstwie ceremonialnym Durham, w dystrykcie (unitary authority) Darlington. Leży 27 km na południe od miasta Durham i 350 km na północ od Londynu.